# Arabis nova
Arabis nova — вид рослин з родини капустяних (Brassicaceae), поширений у Європі, центральній і південно-західній Азії до Афганістану й Пакистану.

## Опис
Однорічні, 10–30 см заввишки, запушені короткими зірчастими волосками, іноді голі зверху, прямостійні, з одинарним стеблом і 3–10 віддаленими листками. Прикореневі листки нечисленні, лопатоподібні або довгасто-зворотнояйцеподібні, 5–30 × (2)5–20 мм, від тупо зубчастих до майже цілих, черешкові, тупі, запушені; стеблові листки від яйцюватих до яйцювато-довгастих, 5–20 × 2–15 мм, від зубчастих до цілих, гострі. Суцвіття 5–10-квіткові, розлогий, довжиною до 10 см у плодах. Квітки 3–4 мм упоперек, білі. Чашолистки 1.5–2 мм завдовжки. Пелюстки 3–4(4.5) мм завдовжки, ≈ 1 мм шириною. Стручки 20–30(45) мм завдовжки, 1–1.5 мм завширшки, лінійно-довгасті, стиснуті, як правило, ± трохи запушені зірчастими волосками (рідко голі), гострі; насіння 10–15(20) у кожній комірці, ≈ 1 мм завдовжки. 

## Поширення
Поширений у Європі, центральній і південно-західній Азії до Афганістану й Пакистану.